# Mauerstetten (Anzing)
Mauerstetten ist ein Ortsteil der Gemeinde Anzing im Landkreis Ebersberg im Regierungsbezirk Oberbayern.

## Lage und Geschichte
Die Einöde liegt circa eineinhalb Kilometer nordwestlich von Anzing und ist über die Kreisstraße 1 zu erreichen. Sie war in der frühen Neuzeit Sitz einer Hofmark. Schloss Mauerstetten ist abgegangen.

## Baudenkmäler
Siehe: Liste der Baudenkmäler in Mauerstetten